# Aero L-39NG
O Aero L-39NG (Next Generation) é uma aeronave de treinamento militar turbofan atualmente sob desenvolvimento pela Aero Vodochody. É o sucessor da aeronave da era da Guerra Fria, Aero L-39 Albatros. Atualmente está sendo desenvolvida em duas versões (estágios). Enquanto o L-39NG Estágio 1 é uma atualização da estrutura do L-39 original com um novo motor e novos aviônicos, o Estágio 2 é uma aeronave completamente nova com várias melhorias no projeto como a wet wing, onde a asa é selada e usada como tanque de combustível, retirando os tanques de ponta de asa típicos deste modelo.

## Projeto e desenvolvimento

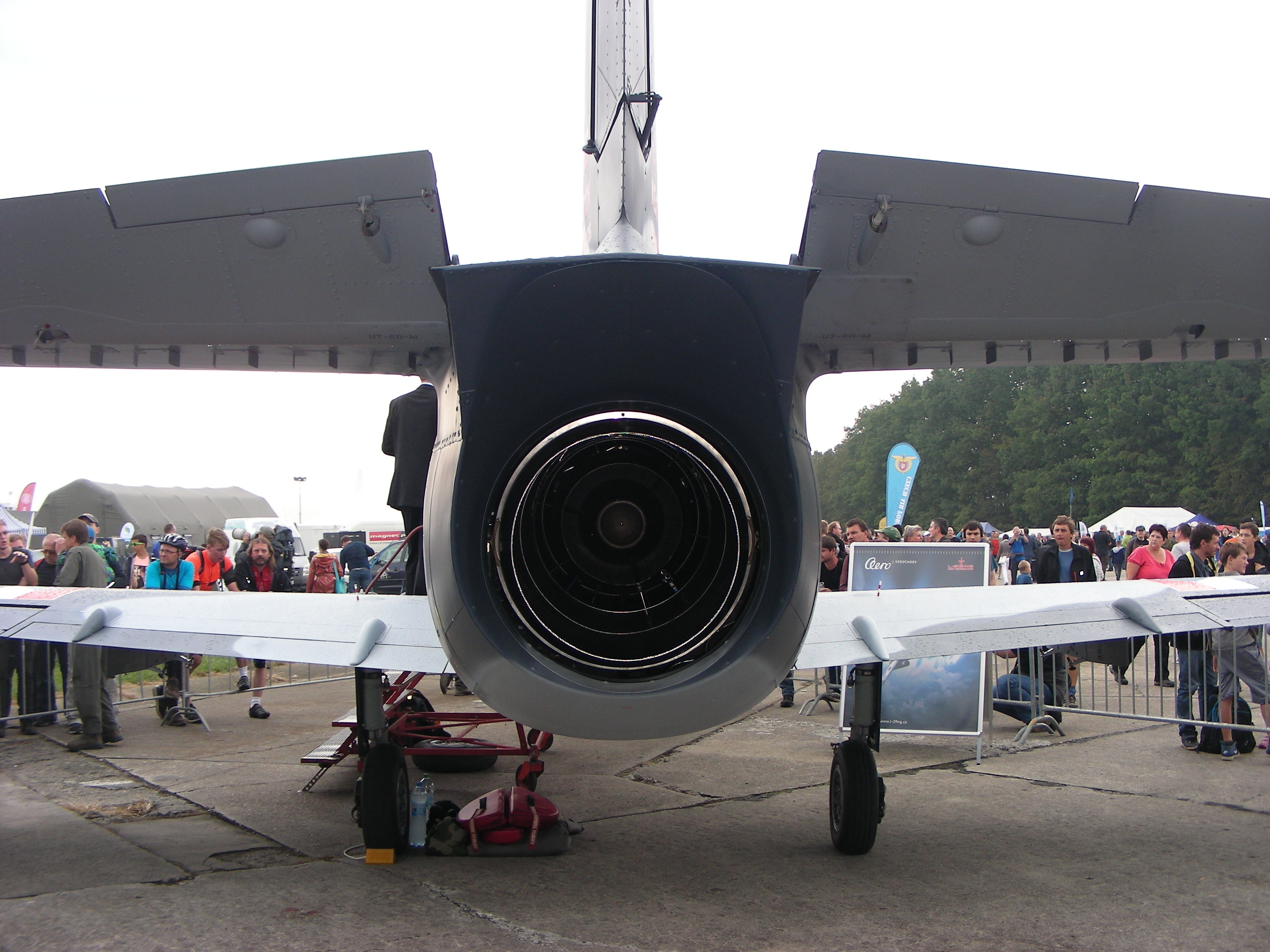
L-39CW com o motor FJ44-4M

A Aero Vodochody apresentou o projeto do L-39NG no Show Aéreo Internacional de Farnborough em Julho de 2014. Em Abril de 2015, a Draken International estava oferecendo um programa de atualização do L-39NG em parceria com a Aero Vodochody e a Williams International, sendo responsável pela atualização do L-39NG no mercado americano. Outras aeronaves serão modernizadas pela Aero na República Checa.
O L-39NG está sendo desenvolvido e anunciado em dois estágios. O programa de atualização do L-39NG (Estágio 1) conta com a instalação de um motor FJ44-4M e opcionalmente os aviônicos do Estágio 2 para os L-39 Albatros existentes. O primeiro estágio foi concluído em Setembro de 2015 com o voo inaugural do L-39CW (demonstrador de tecnologia) no dia 14 do mesmo mês. Em 20 de Novembro de 2017 a Aero Vodochody anunciou que haviam concluído o desenvolviment do L-39CW.
A segunda fase (Estágio 2) representa a nova aeronave L-39NG com a possibilidade de uso de componentes do Estágio 1, uma vez que a célula atingir o fim de sua vida. Os testes de voo desta versão do L-39NG está agendada para o fim de 2018. Em Junho de 2017, a Aero Vodochody revelou seu plano de construir quadro aeronaves de pré-produção do L-39NG para testes e demonstração. Em Julho de 2017, a Aero Vodochody começou a produção de partes para a montagem das quatro aeronaves, três das quais serão protótipos e um antes da produção em série.

## Histórico operacional

### Testes

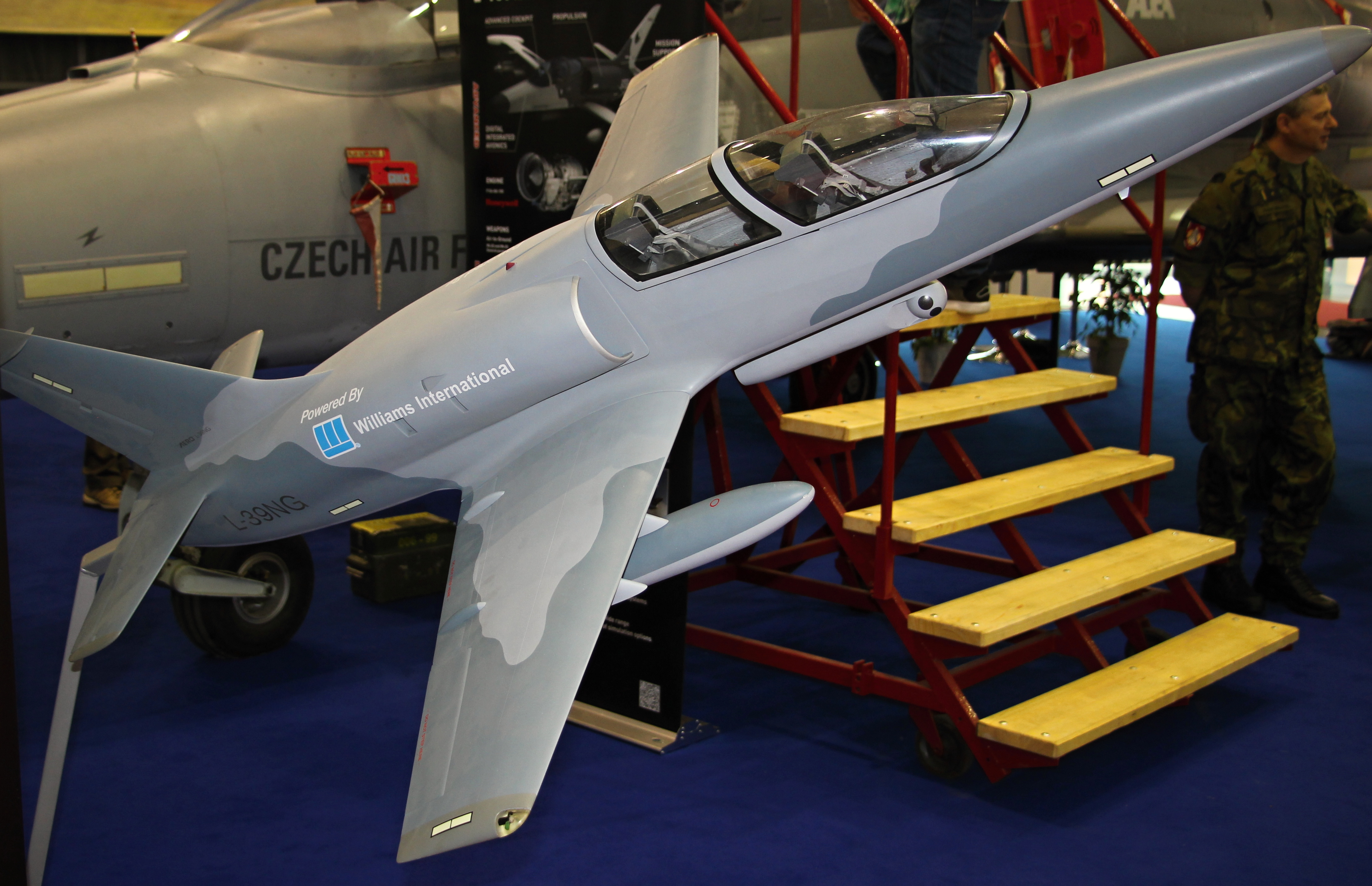
Modelo do L-39NG Estágio 2

O protótipo do L-39 remotorizado com o FJ44-4M (L-39CW) voou pela primeira vez no Aeroporto de Vodochy em 14 de Setembro de 2015.

### Pedidos
O primeiro cliente para o L-39NG Estágio 1 foi anunciado no Show Aéreo de Paris em Junho de 2015. LOM Praha, uma estatal, irá usar o L-39NG em seu Centro de Treinamento de Voo no Aeroporto de Pardubice, na República Checa. A Aero Vodochody também já assinou contrato com a Draken International para até seis dos L-39 da equipe de demonstração da Draken receberem a atualização do L-39NG. A Breitling Jet Team é outro cliente do L-39NG atualizado.

## Variantes
L-39CW
Demonstrador de tecnologia do L-39NG baseado na célula do L-39C com o motor turbofan Williams International FJ44-4M.
L-39NG Estágio 1
L-39 Albatros remotorizado a ser equipado com o motor Williams International FJ44-4M. Opcionalmente inclui a instalação de aviônicos do Estágio 2.
L-39NG Estágio 2
L-39NG novo, com aviônicos Genesys Aerosystems do conceito glass cockpit, nova estrutura com cinco hardpoints e o motor FJ44-4M.

## Ligações Externas
- L-39 Next Generation (Aero Vodochody)
- L-39 Next Generation (Draken International)